# Dacrydium nidulum
Dacrydium nidulum är en barrträdart som beskrevs av De Laub.. Dacrydium nidulum ingår i släktet Dacrydium, och familjen Podocarpaceae. IUCN kategoriserar arten globalt som livskraftig. Inga underarter finns listade i Catalogue of Life.